# Rüti bei Lyssach
Rüti bei Lyssach är en ort och kommun i distriktet Emmental i kantonen Bern, Schweiz. Kommunen har 163 invånare (2023).